# Арабско каменарче
Арабско каменарче (Oenanthe monacha) е вид птица от семейство Muscicapidae.

## Разпространение и местообитание
Разпространен е в Бахрейн, Египет, Йемен, Израел, Йордания, Иран, Катар, Обединените арабски емирства, Оман, Пакистан, Палестина и Саудитска Арабия.